# ダン・ストレイリー
ダニエル・スティーブン・ストレイリー（Daniel Steven Straily, 1988年12月1日 - ）は、アメリカ合衆国カリフォルニア州サンバーナディーノ郡レッドランズ出身の元プロ野球選手（投手）。右投右打。
愛称は赤髪であるがゆえに、スペイン語で赤を意味するロホ（Rojo）。

## 経歴

### プロ入り前
カリフォルニア州サンバーナディーノ郡レッドランズで生まれ、オレゴン州ペンドルトンで育ち、その町のリトルリーグで野球を始めた。
高校時代の最初の二年間はペンドルトン高等学校でプレーし、その後スプリングフィールドのサーストン高等学校へ転校。そして、西オレゴン大学に進学し、その野球チームでプレーした後にマーシャル大学へ転校した。

### アスレチックス時代
2009年のMLBドラフト24巡目（全体723位）でオークランド・アスレチックスから指名を受け、プロ入り。
最初に所属したA-級バンクーバー・カナディアンズでは11試合に先発し59イニングで5勝3敗、防御率4.12、66奪三振を記録した。
2010年はA級ケーンカウンティ・クーガーズに昇格し、28試合に先発して148イニングで10勝7敗、防御率4.32、149奪三振を記録した。
2011年はA+級ストックトン・ポーツに昇格し、26試合に先発して160.2イニングで11勝9敗、防御率3.87、154奪三振を記録した。
2012年はAA級ミッドランド・ロックハウンズに昇格。14試合で85.1イニングで3勝4敗、防御率3.38、108奪三振を記録し、シーズン途中でAAA級サクラメント・リバーキャッツに昇格。53イニングで5勝2敗、防御率1.36、67奪三振、被打率.149と驚異的な数字を残す。そして8月2日にメジャーに昇格し、翌3日のトロント・ブルージェイズ戦にメジャー初先発。この試合では6回を投げ5奪三振、1四球、自責点1と好投して先発ローテーションに加わった。
2013年は先発ローテーションに定着して10勝を挙げた。
2014年は開幕ロースター入りし、7試合に登板して1勝2敗、防御率4.93だった。5月9日にAAA級サクラメントへ降格した。

### カブス時代
2014年7月5日にジェイソン・ハメル、ジェフ・サマージャとのトレードで、アディソン・ラッセル、ビリー・マッキニーと共にシカゴ・カブスへ移籍した。

### アストロズ時代
2015年1月19日にルイス・バルブエナと共にデクスター・ファウラーとのトレードで、ヒューストン・アストロズへ移籍した。同年は4試合（うち3試合で先発）に投げただけに留まり、防御率5.40で未勝利に終わるなど結果を残せなかった。

### レッズ時代
2016年3月28日にエリック・クラッツとのトレードで、サンディエゴ・パドレスへ移籍したが、4月1日にウェイバー公示を経てシンシナティ・レッズへ移籍した。この年は2013年以来となる先発ローテーション復帰を果たし、34試合に登板して31試合で先発登板し、自身初となる規定投球回をクリアした。リーグワーストタイの31被本塁打、同ワースト5位タイの73与四球、同ワースト4位タイの11与死球と荒れる局面もあったが、チームトップの14勝（8敗）を挙げ、防御率3.76・WHIP1.19を記録してエース格として奮闘した。

### マーリンズ時代
2017年1月19日にオースティン・ブライス、ルイス・カスティーヨ、アイザイア・ホワイトとのトレードで、マイアミ・マーリンズへ移籍した。
2019年3月25日に自由契約となった。

### オリオールズ時代
2019年4月5日にボルチモア・オリオールズと契約した。6月20日にDFAとなり、23日にマイナー契約で傘下のAAA級ノーフォーク・タイズへ配属された。

### フィリーズ傘下時代
2019年7月31日に金銭トレードで、フィラデルフィア・フィリーズへ移籍した。

### 韓国・ロッテ時代
2019年12月に韓国・KBOリーグのロッテ・ジャイアンツと契約。
2020年はロッテでチーム最多勝（15勝）、KBOリーグの最多奪三振（205）を記録した。
2021年は31試合に登板して10勝12敗、防御率4.07という成績で、ライアン・カーペンターと並びKBOリーグ最多敗戦を記録。再契約することはなかった。

### ダイヤモンドバックス傘下時代
2022年2月2日にアリゾナ・ダイヤモンドバックスとマイナー契約を結び、同年のスプリングトレーニングに招待選手として参加することになった。開幕後はAAA級リノ・エーシズでプレーしたが、メジャー昇格の機会はなかった。

### 第二次韓国・ロッテ時代
2022年8月2日にロッテ・ジャイアンツと契約し復帰した。11試合に登板して4勝2敗、防御率2.31を記録した。
2023年は開幕から調子が上がらず、16試合に先発登板して3勝5敗、防御率4.37という成績に終わり、シーズン途中の7月18日にウェーバー公示され、7月25日に自由契約選手となった。

### カブス傘下時代
2024年4月23日にアトランティックリーグのロングアイランド・ダックスと契約した。しかしここでは1試合も登板することなく、わずか2日後の4月25日にシカゴ・カブスとマイナー契約を結んだ。AAA級アイオワ・カブスで17試合（うち先発16試合）に登板したが、 1勝7敗、防御率5.49と結果を残せず、8月8日に自由契約となった。

### メキシカンリーグ時代
2025年1月21日にリーガ・メヒカーナ・デ・ベイスボル（メキシカンリーグ）のメキシコシティ・レッドデビルズと契約を結んだが、6月26日に自由契約となった。

### 引退
2025年7月6日に大手データ会社、コーディファイ・ベースボールのSNSにおいて、現役を引退することを発表した。

## 投球スタイル
平均球速144km/hのフォーシーム、ツーシームと、変化球は平均134km/hのスライダー、平均132km/hのチェンジアップ、平均119km/hのカーブを持ち球とする。マイナーリーグ時代は制球力を武器としていたが、メジャー昇格後はむしろ制球の悪い方である。カーブ、チェンジアップの2球種に関してはボール球にすることが多く、空振りを多く取れる分、見逃されて四球となる場合も多い。基本的には、フォーシームでカウントを整えて右打者にスライダー、左打者にチェンジアップを投げて三振を奪う投球スタイル。ツーシーム、カーブはあまり多投しない。かつてはスライダーが最大の武器だったが、2015年以降はスライダーよりチェンジアップのが空振りを多く取れている。
球の軽さが欠点で、被本塁打が非常に多い。2012年には7試合で11被弾、2016年にはリーグ最多タイの31被本塁打を喫するなど、被本塁打率が1.00以下だったシーズンが1回しかない。

## 詳細情報

### 年度別投手成績
| 年 度    | 球 団         | 登 板 | 先 発 | 完 投 | 完 封 | 無 四 球 | 勝 利 | 敗 戦 | セ 丨 ブ | ホ 丨 ル ド | 勝 率 | 打 者 | 投 球 回 | 被 安 打 | 被 本 塁 打 | 与 四 球 | 敬 遠 | 与 死 球 | 奪 三 振 | 暴 投 | ボ 丨 ク | 失 点 | 自 責 点 | 防 御 率 | W H I P |
| -------- | ------------- | ----- | ----- | ----- | ----- | -------- | ----- | ----- | -------- | ----------- | ----- | ----- | -------- | -------- | ----------- | -------- | ----- | -------- | -------- | ----- | -------- | ----- | -------- | -------- | ------- |
| 2012     | OAK           | 7     | 7     | 0     | 0     | 0        | 2     | 1     | 0        | 0           | .667  | 172   | 39.1     | 36       | 11          | 16       | 1     | 2        | 32       | 0     | 0        | 19    | 17       | 3.89     | 1.32    |
| 2013     | OAK           | 27    | 27    | 0     | 0     | 0        | 10    | 8     | 0        | 0           | .556  | 640   | 152.1    | 132      | 16          | 57       | 0     | 7        | 124      | 7     | 0        | 74    | 67       | 3.96     | 1.24    |
| 2014     | OAK           | 7     | 7     | 0     | 0     | 0        | 1     | 2     | 0        | 0           | .333  | 159   | 38.1     | 33       | 9           | 15       | 1     | 1        | 34       | 2     | 0        | 21    | 21       | 4.93     | 1.25    |
| 2014     | CHC           | 7     | 1     | 0     | 0     | 0        | 0     | 1     | 0        | 0           | .000  | 72    | 13.2     | 20       | 1           | 9        | 0     | 1        | 13       | 0     | 0        | 20    | 18       | 11.85    | 2.12    |
| '14計    | CHC           | 14    | 8     | 0     | 0     | 0        | 1     | 3     | 0        | 0           | .250  | 231   | 52.0     | 53       | 10          | 24       | 1     | 2        | 47       | 2     | 0        | 41    | 39       | 6.75     | 1.48    |
| 2015     | HOU           | 4     | 3     | 0     | 0     | 0        | 0     | 1     | 0        | 0           | .000  | 76    | 16.2     | 16       | 2           | 8        | 0     | 1        | 14       | 1     | 0        | 11    | 10       | 5.40     | 1.44    |
| 2016     | CIN           | 34    | 31    | 0     | 0     | 0        | 14    | 8     | 0        | 0           | .636  | 792   | 191.1    | 154      | 31          | 73       | 4     | 11       | 162      | 3     | 1        | 80    | 80       | 3.76     | 1.19    |
| 2017     | MIA           | 33    | 33    | 0     | 0     | 0        | 10    | 9     | 0        | 0           | .526  | 769   | 181.2    | 176      | 31          | 60       | 4     | 5        | 170      | 2     | 0        | 90    | 86       | 4.26     | 1.30    |
| 2018     | MIA           | 23    | 23    | 0     | 0     | 0        | 5     | 6     | 0        | 0           | .455  | 518   | 122.1    | 107      | 20          | 52       | 5     | 7        | 99       | 1     | 0        | 62    | 56       | 4.12     | 1.30    |
| 2019     | BAL           | 14    | 8     | 0     | 0     | 0        | 2     | 4     | 0        | 0           | .333  | 236   | 47.2     | 73       | 22          | 22       | 0     | 2        | 33       | 3     | 0        | 53    | 52       | 9.82     | 1.99    |
| 2020     | ロッテ（KBO） | 31    | 31    | 0     | 0     | 0        | 15    | 4     | 0        | 0           | .789  | 777   | 194.2    | 148      | 10          | 51       | 0     | 7        | 205      | 4     | 0        | 61    | 54       | 2.50     | 1.02    |
| 2021     | ロッテ（KBO） | 31    | 31    | 0     | 0     | 0        | 10    | 12    | 0        | 0           | .455  | 714   | 165.2    | 162      | 12          | 67       | 0     | 7        | 164      | 8     | 1        | 85    | 75       | 4.07     | 1.38    |
| 2022     | ロッテ（KBO） | 11    | 11    | 0     | 0     | 0        | 4     | 2     | 0        | 0           | .667  | 260   | 62.1     | 54       | 5           | 22       | 0     | 6        | 55       | 2     | 0        | 24    | 16       | 2.31     | 1.22    |
| 2023     | ロッテ（KBO） | 16    | 16    | 0     | 0     | 0        | 3     | 5     | 0        | 0           | .375  | 364   | 80.1     | 82       | 6           | 37       | 0     | 10       | 70       | 4     | 0        | 43    | 39       | 4.37     | 1.48    |
| MLB：8年 | MLB：8年      | 156   | 140   | 0     | 0     | 0        | 44    | 40    | 0        | 0           | .524  | 3434  | 803.1    | 747      | 143         | 312      | 15    | 37       | 681      | 19    | 1        | 430   | 407      | 4.56     | 1.32    |
| KBO：4年 | KBO：4年      | 89    | 89    | 0     | 0     | 0        | 32    | 23    | 0        | 0           | .582  | 2115  | 503.0    | 446      | 33          | 177      | 0     | 30       | 494      | 18    | 1        | 213   | 184      | 3.29     | 1.24    |

- 各年度の太字はリーグ最高

### ポストシーズン投手成績
| 年 度     | 球 団     | シ リ ｜ ズ | 登 板 | 先 発 | 勝 利 | 敗 戦 | セ ｜ ブ | 打 者 | 投 球 回 | 被 安 打 | 被 本 塁 打 | 与 四 球 | 敬 遠 | 与 死 球 | 奪 三 振 | 暴 投 | ボ ｜ ク | 失 点 | 自 責 点 | 防 御 率 |
| --------- | --------- | ----------- | ----- | ----- | ----- | ----- | -------- | ----- | -------- | -------- | ----------- | -------- | ----- | -------- | -------- | ----- | -------- | ----- | -------- | -------- |
| 2013      | OAK       | ALDS        | 1     | 1     | 0     | 0     | 0        | 22    | 6.0      | 4        | 1           | 0        | 0     | 1        | 8        | 0     | 0        | 3     | 3        | 4.50     |
| 出場：1回 | 出場：1回 | 出場：1回   | 1     | 1     | 0     | 0     | 0        | 22    | 6.0      | 4        | 1           | 0        | 0     | 1        | 8        | 0     | 0        | 3     | 3        | 4.50     |

### 背番号
- 67（2012年 - 2014年途中）
- 19（2014年途中 - 同年終了）
- 47（2015年）
- 58（2016年 - 2018年、2020年 - 2021年、2022年途中 - 2023年途中）
- 53（2019年）